# Charles Sarry
Charles Jacques Louis Sarry (* 26. November 1716 in Berlin; † 1766) war ein königlich preußischer Hofrat, Münzmeister und Freimaurer, der 1737 in Hamburg wesentlicher Akteur bei der Gründung der ältesten urkundlich belegten deutschen Freimaurerloge war und als „Vater der deutschen Freimaurerei“ bezeichnet wird.

## Leben
Charles Sarry wurde als Sohn einer immigrierten Hugenottenfamilie in Berlin geboren und war am 6. Dezember 1737 gemeinsam mit dem Baron Georg Wilhelm Ludwig von Oberg (1711–1762), dem Hamburger Wundarzt Peter Carpser, dem späteren braunschweigischen Legationsrat Peter Stüven (1710–nach Februar 1769) und dem Kaufmann Johann Daniel Krafft in der Taverne d`Angleterre des aus Christiania in Norwegen stammenden Weinwirts Jens Arbien (1708–nach 1747) in der Großen Bäckerstraße in Hamburg Mitbegründer der ältesten deutschen Freimaurerloge, der als Johannisloge zunächst noch ohne eindeutigen Logennamen gegründeten Loge à Hambourg Société des Acceptés Macons Libres de la Ville d’Hambourg, 1743 Absalom benannten und heutigen Hamburger Freimaurerloge Absalom zu den drei Nesseln. Er war zu diesem Zeitpunkt 21 Jahre alt, angeblich Leutnant in holländischen Diensten, und führte unter dem ihm angeblich von der Englischen Großloge verliehenen Titel Provinzialgroßmeister von Preußen und Brandenburg den Vorsitz bei der Gründungsversammlung sowie bei den Meisterlogen am 23. Dezember 1737 und 8. Februar 1738. Arbeitssprache und Niederschriften der Loge war in den Jahren der Gründungszeit ausschließlich das Französische. Am 21. Februar 1738 verließ Charles Sarry die Hamburger Loge und reiste nach Holland.
Spätestens 1741 war er in Berlin, wo er, ohne zu diesem Zeitpunkt und auch später seinen angeblich im Jahr 1737 erreichten Titel zu erwähnen, am 6. Juni 1741 als Mitglied in die Loge Aux trois globes aufgenommen, am 9. Juni 1741 zum 1. Schaffner und am 9. September 1741 zum Aufseher gewählt wurde. In dieser Funktion war Charles Sarry im September 1741 in Molsdorf bei der Aufnahme von Herzog Karl Friedrich von Sachsen-Meiningen durch den Meister vom Stuhl Gustav Adolf von Gotter, den Logensekretär Karl David Kircheisen, den Kammerherrn Friedrich Wilhelm von Eickstedt und den dienenden Bruder und gräflich schwerinschen Kammerdiener Jérémie Millenet beteiligt. Darüber hinaus wurde in Meiningen als erste Tochterloge zur Mutterloge „Zu den drei Weltkugeln“ und sechste Loge in Deutschland überhaupt eine Loge mit dem Namen Aux Trois Boussoles (Zu den drei Kompassen) gegründet. Die Umgangssprache war Französisch und zu den Mitgliedern zählten vorwiegend hohe Hofbeamte. Nach dem Tod von Carl Friedrich 1743 löste sich diese Loge wieder auf. Vom 6. September bis 6. Dezember 1742 wirkte Charles Sarry als Meister vom Stuhl der Freimaurerloge Aux trois globes, schied am 7. März 1743 als Mitglied aus und wurde am 13. Dezember 1743 erneut zum Mitglied der Loge erklärt. Am 28. Mai 1755 hielt er in Vertretung des verhinderten Meisters vom Stuhl eine Loge ab, bei der Baron von Rammelsberg zum neuen Meister vom Stuhl gewählt wurde.
Er war mit Judith, geborene Schreur van Hoghenstein († 12. Februar 1769) verheiratet, die später nach seinem Tod am 6. August 1767 in Hamburg in der Kapelle der deutsch-reformierten Gemeinde den Kaufmann in Sankt Petersburg und Archangelsk sowie großfürstlichen und kaiserlichen Hof- und Kommerzienrat Jacobus Poel heiratete.